# Vanderhorstia papilio
Vanderhorstia papilio es una especie de peces de la familia de los Gobiidae en el orden de los Perciformes.

## Morfología
- Los machos pueden llegar a alcanzar los 4,1 cm de longitud total.
- Número de vértebras: 26.[1]

## Hábitat
Es un pez de Mar y, de clima tropical y demersal que vive entre 40-50 m de profundidad.

## Distribución geográfica
Se encuentran en las Islas Ryukyu (el Japón ).

## Observaciones
Es inofensivo para los humanos. 